# Stazione di Nocera Inferiore Mercato
La stazione di Nocera Inferiore Mercato è una fermata ferroviaria a servizio della città di Nocera Inferiore, appartenente alla categoria bronze di RFI. È composta da un solo binario e non ha biglietteria e deve il suo nome alla prossimità dell'area mercatale cittadina.
Ubicata sulla linea Nocera Inferiore-Mercato San Severino, ha un traffico limitato a pochi treni locali, ma è collocata in posizione favorevole, di fronte all'Ospedale Umberto I e a poche decine di metri dallo Stadio San Francesco d'Assisi.

## Storia
La fermata venne attivata il 1º giugno 1942.
Ebbe un'importanza soprattutto perché collegava i paesi vicini con la zona mercatale di Nocera Inferiore, che attualmente si estende lungo le strade adiacenti allo stadio.
La fermata rimase in funzione fino al 1980, quando a causa del terremoto dell'Irpinia vennero sospesi tutti i servizi per Avellino e Benevento. Dopo la ricostruzione, i servizi per Avellino e Benevento, vennero sostituiti su gomma. La stazione è stata riattivata nell'estate del 1998, nell'ambito del servizio denominato Circumsalernitana.

## Servizi
La stazione non dispone di alcun tipo di servizio.